# Luca Paolini
Luca Paolini (født 17. januar 1977 i Milano) er en italiensk tidligere cykelrytter. Han har cyklet for Acqua & Sapone siden 2008. Han startede karrieren i italienske Mapei i 2002.